# Sintjohannesga
Sintjohannesga (Fries: Sint-Jânsgea) is een dorp in de gemeente De Friese Meren, in de Nederlandse provincie Friesland. Sintjohannesga ligt tussen Heerenveen en het Tjeukemeer en vormt samen met Rotsterhaule een tweelingdorp. 
In 2023 telde het dorp Sintjohannesga 1.250 inwoners. Het dorp wordt in de volksmond Sint Jut genoemd.

## Geschiedenis
Het dorp is ontstaan aan de weg van Rottum naar de veenontginningen in het omliggende gebied. Het dorp werd vanaf de 15e eeuw vermeld als Sint Jansga, Sente Johansgoe, Sinte Jansgae, Sinte Johannisgae en S. Iohannisgae. De spelling Sintjohannesga dateert uit de jaren 70 van de twintigste eeuw toen de toenmalige PTT deze naam aannam. 
In de 18e eeuw was de bebouwing geconcentreerd rond de weg de Streek, waarbij het opvallend was dat de kerk van het dorp een stukje van deze weg af lag. In het gebied vond in het verleden veel vervening plaats. Gietersen vestigden zich in de tweede helft van de 18e eeuw om veen af te graven. Het gebied werd erg nat en liep bij slecht weer helemaal onder water, het werd het Onland genoemd. De polder is echter drooggemalen door vier molens, de laatst overgebleven molen is door de bevolking van sloop gered, genaamd De Hersteller.
Tot 1934 behoorde Sintjohannesga tot de gemeente Schoterland, waarna het onderdeel werd van de gemeente Haskerland. In 1984 ging het over naar de nieuwe Skarsterlân en deze ging in 2014 over in de gemeente De Friese Meren.

## Naamgeving
Over de naamgeving van het dorp zijn meerdere versies in omloop:
- In vroeger tijden was er nog geen kerk in Sintjohannesga, er was wel een kapel in Rotsterhaule gevestigd. Deze Roomse kapel van het Hasker Convent-klooster (uit Haskerdijken) heeft ooit gestaan op de hoek van de Streek en de Lange Dijk. Sintjohannesga werd toen nog aangeduid als gea (gebied) en had nog geen eigennaam. De inwoners van het gea moesten belasting afdragen aan Sint Jan (rond 1300 stond er een klooster in Sneek van de Sint Janshospitaalridders) en daarom werd het Sint Jansga genoemd.
- Een andere uitleg is dat de inwoners rond 1600 belasting moesten betalen aan bisschop Jan van Utrecht.
- Sintjohannesga is genoemd naar de kerk in het dorp, die gewijd is aan de heilige apostel Johannes. Het kerkgebouw uit 1864 werd door brand verwoest. In 1963 is de huidige Johannestsjerke gebouwd.

## Bakkerijen
In de jaren 50 van twintigste eeuw woonden en werkten aan de Streek in het tweelingdorp wel tien verschillende bakkers. Een mogelijke uitleg is dat bakkers jonge knechten in dienst namen. Als deze knechten na jaren dienst goed opgeleid waren, werden ze te duur en begonnen zij een eigen bakkerij. De meeste van die bakkerijen zijn in de jaren zestig verdwenen, maar de zaken die overbleven zijn opgenomen in grotere bakkersbedrijven. De koekfabriek van Sintjohannesga, Wieger Ketellapper (onderdeel van Koninklijke Peijnenburg B.V.), is bekend in heel Nederland, evenals de roggebroodfabriek van Van Dijk en in Rotsterhaule de koek- en pepernotenfabriek van Modderman.

## Onderwijs
Het dorp heeft een basisschool, de christelijke basisschool CBS De Trieme. Net over de dorpsgrens, in Rotsterhaule staat de Openbare basisschool De Schakel. Aan de Hoge Dijk is de Kappersvakschool Noord Oost gevestigd.

## Sport

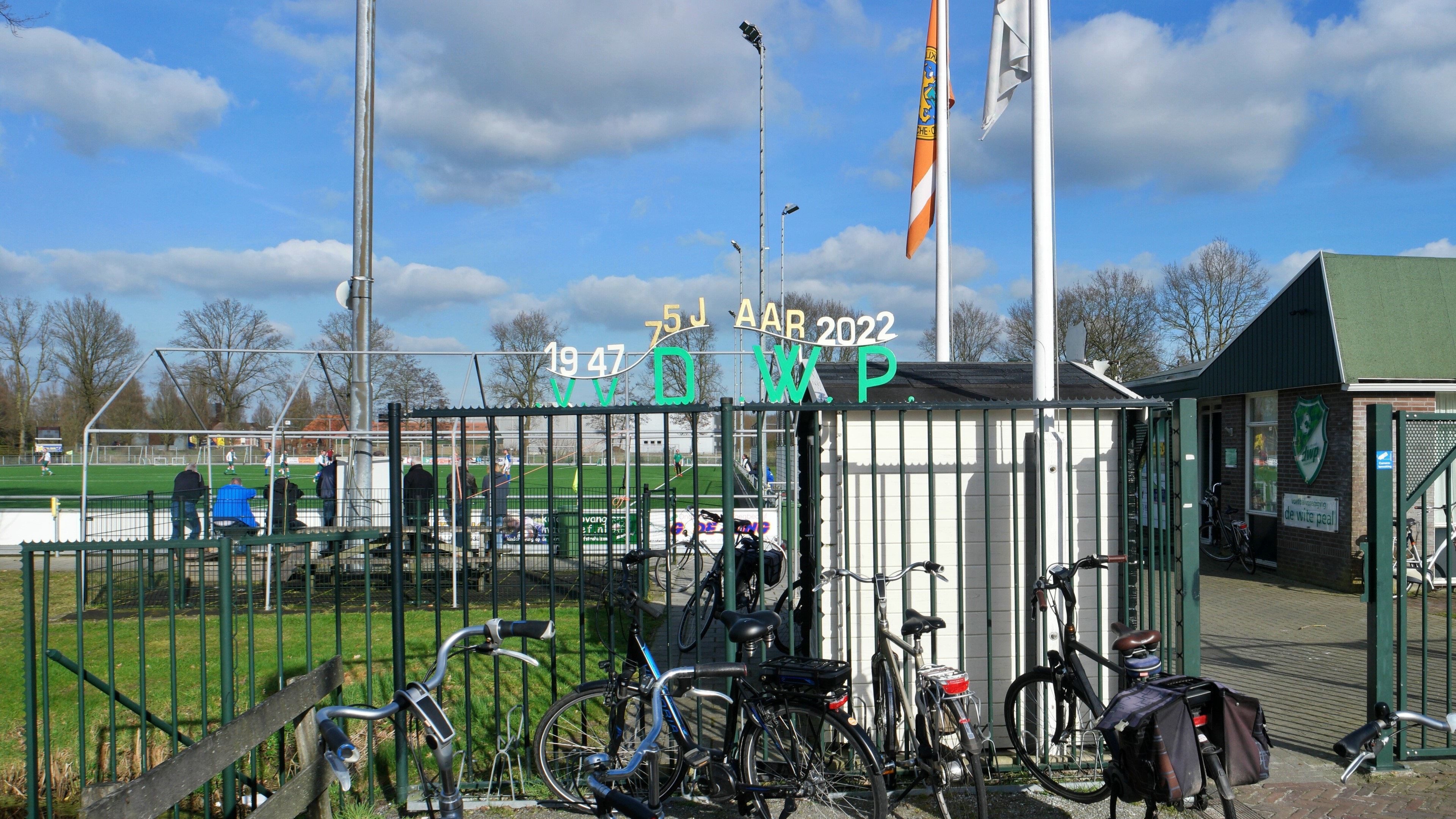
Voetbalvereniging DWP

De voetbalvereniging DWP werd opgericht in 1947 in Rohel op de grens met Rotsterhaule, maar is sinds 1976 in Sintjohannesga gevestigd. In 1988 werd volleybalvereniging IVO opgericht. Verder is er in het dorp een gymvereniging, ODI en de ijsclub Eensgezindheid gevestigd. Net over de dorpsgrens met Rotsterhaule is de Tennisvereniging Sintjohannesga E.o. gevestigd, met een aantal buitenbanen.

## Natuur
Ten zuiden van Sintjohannesga liggen de scharrenlanden in de De Groote Sint Johannesgasterveenpolder. Aan de westelijke rand van dat gebied ligt het natuurreservaat Oosterschar.

## Openbaar vervoer
- Streekbus 48: Heerenveen - Rottum - Sintjohannesga - Rotsterhaule - Rohel - Vierhuis - Delfstrahuizen - Echtenerbrug - Echten - Oosterzee - Lemmer

## Geboren
- Minne Modderman (21 juni 1948), voetbalscheidsrechter
- Jurrit Visser (3 mei 1952-14 oktober 2022), politicus
- Moniek Klijnstra (21 oktober 1992), schaatsster en skeeleraar